# Eumops glaucinus
El murciélago de sombrerete blanquecino (Eumops glaucinus), también denominado moloso acanelado o murciélago mastín de Wagner, es una especie de quiróptero de la familia de los molósidos. 

## Distribución
Se encuentra en el continente americano desde Argentina y Perú hasta México, Cuba y la Florida en los Estados Unidos.

## Descripción
El pelaje del dorso es pardo oscuro a castaño y la base del pelo, blanca. El vientre es parduzco. Las orejas son largas, de 2,2 a 2,9 cm. El hocico es ancho y liso. La longitud de la cabeza con el cuerpo alcanza entre 7,5 y 9,5 cm, la de la cola de 4 a 5,4 cm, el pie de 1 a 1,5 cm y la, longitud del antebrazo entre 5,5 y 6,3 cm. Pesa entre 34 y 42 g.

## Comportamiento
Es insectívoro. Descansa durante el día en huecos de los árboles o en construcciones, en colonias compuestas por un macho y su harén. Presenta actividad reproductiva durante todo el año.

## Fósiles
Su origen ha sido encontrado en el denominado período Blanquense (división estratigráfica basada en mamíferos fósiles), durante el Plioceno, aproximadamente 3,3 millones de años.